# Beti Hohler
Beti Hohler, née le 25 juin 1981, est une juriste slovène. Depuis 2024, elle est juge (en) à la Cour pénale internationale (CPI). En juin 2025 le gouvernement américain annonce des mesures de sanction contre les quatre juges de la CPI.

## Biographie
Beti Hohler est née le 25 juin 1981. Elle commence sa carrière en tant qu'avocate à Ljubljana. De 2011 à 2015, elle travaille comme juriste auprès de juges internationaux à la Mission « État de droit » de l'Union européenne au Kosovo. Elle travaille ensuite comme avocate de première instance au Bureau du Procureur de la CPI jusqu'à ce qu'elle devienne juge,.
Beti Hohler est élue juge de la CPI en décembre 2023 et entame son mandat en mars 2024. Elle est la première Slovène à occuper ce poste.
Le 25 octobre 2024, Beti Hohler est nommée dans un panel de trois juges chargés d'examiner les demandes de mandats d'arrêt de la Cour pénale internationale contre Benyamin Netanyahou et Yoav Gallant, dans le cadre des allégations de crimes de guerre et de crimes contre l'humanité lors de la guerre à Gaza depuis 2023. Elle remplace la juge roumaine Iulia Motoc, qui s'est retirée de l'affaire pour des raisons de santé.
Le 5 juin 2025, le gouvernement américain annonce des sanctions à l'encontre de quatre juges de la CPI dont Beti Hohler (interdiction d’entrée sur le sol américain, gel des avoirs détenus aux États-Unis).